# Banco Central de Yibuti
El Banco Central de Yibuti (en francés: Banque Centrale de Djibouti) es la autoridad monetaria de Yibuti. Es responsable de administrar la moneda del país, el franco de Yibuti, así como el mercado de divisas y la contabilidad nacionales. 

## Funciones
Los objetivos del Banco Central de Yibuti incluyen: 
- Emitir y canjear billetes y monedas.
- Supervisar, regular e inspeccionar cualquier institución financiera que opere en y desde Yibuti.
- Promover la estabilidad financiera y la solidez de las instituciones financieras.
- Supervisar, regular o aprobar la emisión de instrumentos financieros por parte de instituciones financieras o por residentes.
- Asistir en la detección y prevención de delitos financieros.
- Fomentar relaciones estrechas entre las propias instituciones financieras y entre las instituciones financieras y el Gobierno.
- Administrar el control de cambios y regular las transacciones en moneda extranjera u oro en nombre del Gobierno
- Asesorar y asistir al gobierno y organismos públicos en asuntos bancarios y otros asuntos financieros y monetarios.
- Realizar las funciones que sean necesarias para cumplir con dichos objetos.

El banco rinde cuentas ante el gobierno de Yibuti. Fue establecido por el decreto 79030 de 18 de abril de 1979.